# نیروی زمینی آلمان
نیروی زمینی آلمان (به آلمانی: Deutsches Heer) بخش زمینی نیروهای مسلح جمهوری فدرال آلمان است. این نیرو در سال ۱۹۵۵ به عنوان بخشی از بوندس‌وهر، نیروهای مسلح آلمان غربی همراه با دویچه‌مارینه (نیروی دریایی) و لوفت‌وافه (نیروی هوایی) تأسیس شد. نیروی زمینی آلمان تا تاریخ آوریل ۲۰۲۰ تعداد ۶۴ هزار نفر نیرو داشت.

## تاریخچه

### بررسی اجمالی
نیروی زمینی آلمان به پیروی از یک دکترین واحد مجهز، سازمان یافته و آموزش داده شد و در سال ۱۸۷۱ طی وحدت آلمان تحت رهبری پروس با یک فرماندهی به‌طور دائم متحد شد. از سال ۱۸۷۱ تا ۱۹۱۹ تحت عنوان نیروی زمینی آلمان نام رسمی نیروهای زمینی آلمان بود. به دنبال شکست آلمان در جنگ جهانی اول و پایان امپراتوری آلمان، ارتش اصلی منحل شد. از سال ۱۹۲۱ تا ۱۹۳۵ نام نیروهای زمینی آلمان رایشسور و از ۱۹۳۵ تا ۱۹۴۵ با نام نیروی زمینی آلمان استفاده شد. هیر یکی از دو نیروی زمینی رایش سوم در طول جنگ جهانی دوم بود، اما، بر خلاف هیر، وافن اس‌اس شاخه ای از ورماخت نبود بلکه یک نیروی جنگی تحت اس‌اس متعلق به حزب نازی بود.
پس از جنگ جهانی دوم، آلمان به دو قسمت تقسیم شد، جمهوری فدرال آلمان (آلمان غربی) و جمهوری دموکراتیک آلمان (آلمان شرقی) و هر دو ارتش خود را تشکیل دادند: در ۱۲ نوامبر ۱۹۵۵ نخستین نیروهای تازه‌کار خدمت خود را آغاز کردند در آلمان غربی هیر، در حالی که در ۱ مارس ۱۹۵۶ لندسترایتکرفت Landstreitkräfte der NVA (نیروهای زمینی ارتش ملی خلق) آلمان شرقی تأسیس شد. در طول جنگ سرد، ارتش آلمان غربی در ساختار فرماندهی ناتو کاملاً ادغام شد در حالی که لندسترایتکرفت بخشی از پیمان ورشو بود. پس از اتحاد دوباره آلمان در سال ۱۹۹۰، لندسترایتکرفت تا حدی در ارتش آلمان ادغام شد. از آن زمان، ارتش آلمان در عملیات‌های حفظ صلح در سراسر جهان و از سال ۲۰۰۲ نیز در عملیات‌های جنگی در افغانستان به عنوان بخشی از نیروهای بین‌المللی کمک به امنیت ناتو استخدام شده‌است.

### بنیانگذاری ارتش

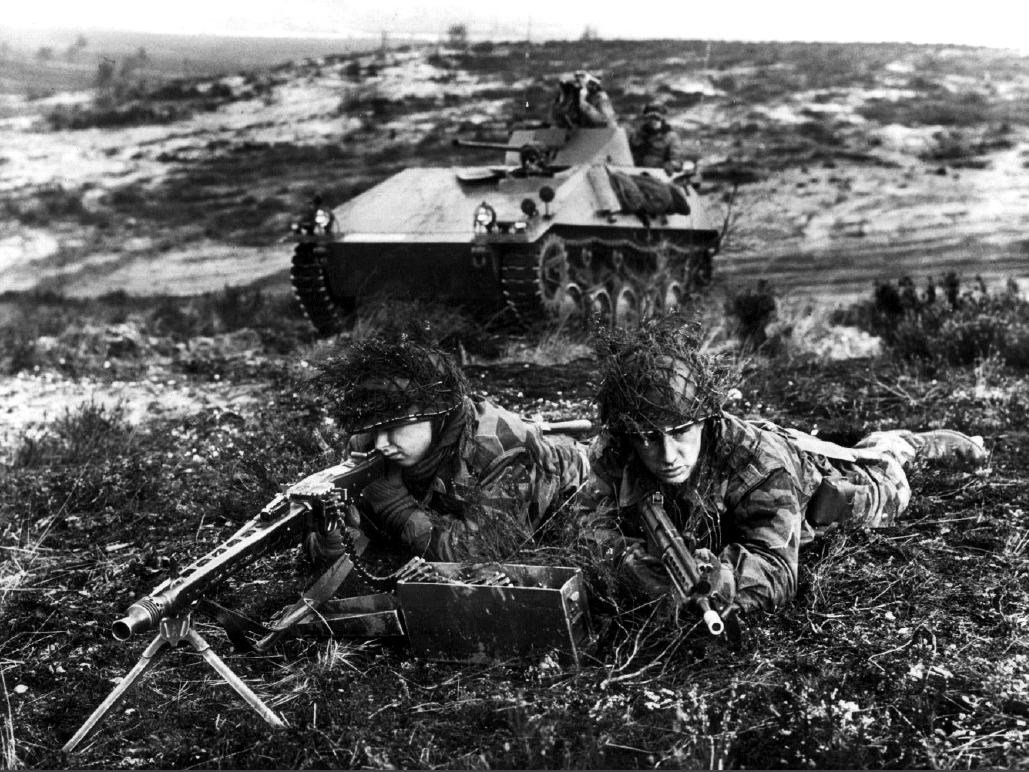
سربازان آلمان با MG1 و HK G3 در طول دهه ۱۹۶۰ به مانور. در پس زمینه نفربر زرهی Short قرار دارد.

به دنبال جنگ جهانی دوم، متفقین در ۲۰ اوت ۱۹۴۶ ورماخت را با تمام شعبات خود منحل کردند. با این حال یک سال پس از تأسیس جمهوری فدرال آلمان در ماه مه ۱۹۴۹ و به دلیل افزایش روابط آن با غرب در زمان صدراعظمی، کنراد آدنوئر، مجمع مشورتی اروپا شروع به بررسی تشکیل یک انجمن دفاعی اروپا با مشارکت آلمان در ۱۱ اوت ۱۹۵۰ نمود. افسران عالیرتبه سابق ورماخت در یادداشت هیمرودر طرحی را برای «گروه آلمان در یک نیروی بین‌المللی برای دفاع از اروپای غربی» ترسیم کردند. برای نیروهای زمینی آلمان، این تفاهم نامه تشکیل یک ارتش ۲۵۰٬۰۰۰ قدرتمند را پیش‌بینی کرده‌است. افسران نیاز به تشکیل دوازده لشکر پنزر و شش ستاد سپاه با نیروهای سپاه همراه را دیدند، زیرا فقط لشکرهای زرهی می‌توانستند یک نیروی جنگی را جمع کنند تا نیروهای بسیار برتر پیمان ورشو را به عقب برگردانند.
تئودور بلانک به عنوان «افسر صدراعظم فدرال برای تقویت نیروهای متفقین» منصوب شد. این پیشکسوت وزارت دفاع تا حدودی از نظر تعبیر به عنوان دفتر بلانک (Amt Blank) شناخته می‌شد، اما صریحاً برای فعال سازی برای بازسازی مجدد آلمان غربی (Wiederbewaffnung) استفاده شد. در مارس ۱۹۵۴ دفتر برنامه‌های تشکیل ارتش جدید آلمان را به پایان رسانده بود. برنامه‌ها پیش‌بینی تشکیل شش لشکر پیاده‌نظام، چهار لشکر زره پوش و دو لشکر پیاده مکانیزه به عنوان سهم آلمان در دفاع از اروپای غربی در چارچوب انجمن دفاعی اروپا بود. در ۸ فوریه ۱۹۵۲ بوندستاگ سهم آلمان را در دفاع از اروپای غربی تصویب کرد و در ۲۶ فوریه ۱۹۵۴ قانون اساسی آلمان با درج لایحه‌ای در مورد دفاع از حاکمیت دولت فدرال اصلاح شد. به دنبال این تصمیم در کنفرانس نه قدرت لندن در تاریخ ۲۸ سپتامبر تا ۳ اکتبر ۱۹۵۴، ورود آلمان به ناتو از ۹ مه ۱۹۵۵ به عنوان جایگزینی برای برنامه شکست خورده انجمن دفاع اروپا پذیرفته شد. پس از آن دفتر قبلی به وزارت دفاع تبدیل شد و تئودور بلانک نخستین وزیر دفاع شد. هسته ارتش به اصطلاح V شاخه وزارت دفاع بود. زیرمجموعه‌ها شامل رهبری و آموزش VA ، سازمان VB و VC Logistics بودند.
ارتش خود را صریحاً نه به عنوان جانشین ورماخت شکست خورده، بلکه در سنت اصلاح طلبان نظامی پروس از ۱۹۰۷ تا ۱۸۱۴ و اعضای مقاومت آلمان در طول ناسیونال سوسیالیسم می‌دید. مانند افسرانی که کودتای ناموفق ۲۰ ژوئیه برای ترور آدولف هیتلر در سال ۱۹۴۴ انجام دادند با این وجود، به دلیل کمبود گزینه‌ها، گروه‌های افسری عمدتاً از افسران سابق ورماخت تشکیل شده بودند. نخستین رئیس ارتش، ژنرال سابق ورماخت بود، هانس روتیگر، که در تهیه پیش نویس تفاهم نامه هیمرودر نقش داشت.
تاریخ رسمی تأسیس ارتش ۱۲ نوامبر ۱۹۹۹ است که نخستین سربازان خدمات خود را درآندرناخ آغاز کردند. در سال ۱۹۵۶ نخستین نیروها هفت شرکت آموزشی در آندرناخ تأسیس کردند و تشکیل مدارس و مراکز آموزشی را آغاز کردند. در اول آوریل ۱۹۵۷، نخستین سربازان وظیفه برای خدمت به ارتش آمدند. نخستین سازمانهای نظامی ایجاد شده گردان‌های آموزشی، مدارس افسری و آکادمی ارتش، پیشگام Führungsakademie der Bundeswehr در هامبورگ بودند. طبق برنامه‌ریزی‌های انجام شده در ساختار اول ارتش، قرار بود در سال ۱۹۵۹ دوازده لشکر زرهی و پیاده ایجاد شود. برای رسیدن به این هدف، واحدهای موجود تقریباً هر شش ماه تقسیم می‌شدند. با این وجود ایجاد هر دوازده بخش تا سال ۱۹۶۵ صورت نگرفت. در پایان سال ۱۹۵۸ قدرت ارتش حدود ۱۰۰۰۰۰ نفر بود. ارتش در ابتدا به ادوات آمریکایی مانند تانک ام۴۷ پاتون مجهز شده بود. از سال ۱۹۵۷ سه فرماندهی سپاه تشکیل شد: سپاه یکم، سپاه دوم و سپاه سوم.
همچنین در سال ۱۹۵۷ «دفتر دفاع از سرزمین» به عنوان بالاترین مقام ارتش منطقه‌ای تأسیس شد. دفتر دفاع از سرزمین تحت فرماندهی مستقیم وزارت دفاع فدرال قرار داشت و فرماندهی ارتش ارضی (آلمان) (Territorialheer)، یک تشکیلات ذخیره را بر عهده داشت. در حالی که هیر به همراه نیروی دریایی آلمان و لوفت وافه کاملاً در ساختار فرماندهی نظامی ناتو ادغام شده بودند، سرزمین ارضی تحت فرماندهی ملی باقی ماند. وظیفه اصلی آن حفظ آزادی عملیاتی نیروهای ناتو از طریق ارائه دفاع از پشت جبهه منطقه در برابر خرابکاران، نیروهای ویژه دشمن و موارد مشابه بود. سه فرماندهی ارضی (Territorialkommandos) شامل شمال، جنوب و Schleswig-Holstein و حداکثر شش Wehrbereichskommandos (WBK)، فرماندهی نظامی منطقه ای وجود داشت. تا سال ۱۹۸۵ هر یک از WBKها دارای دو تیپ Heimatschutzbrigade (HSBs، تیپ‌های دفاع خانگی) بودند.

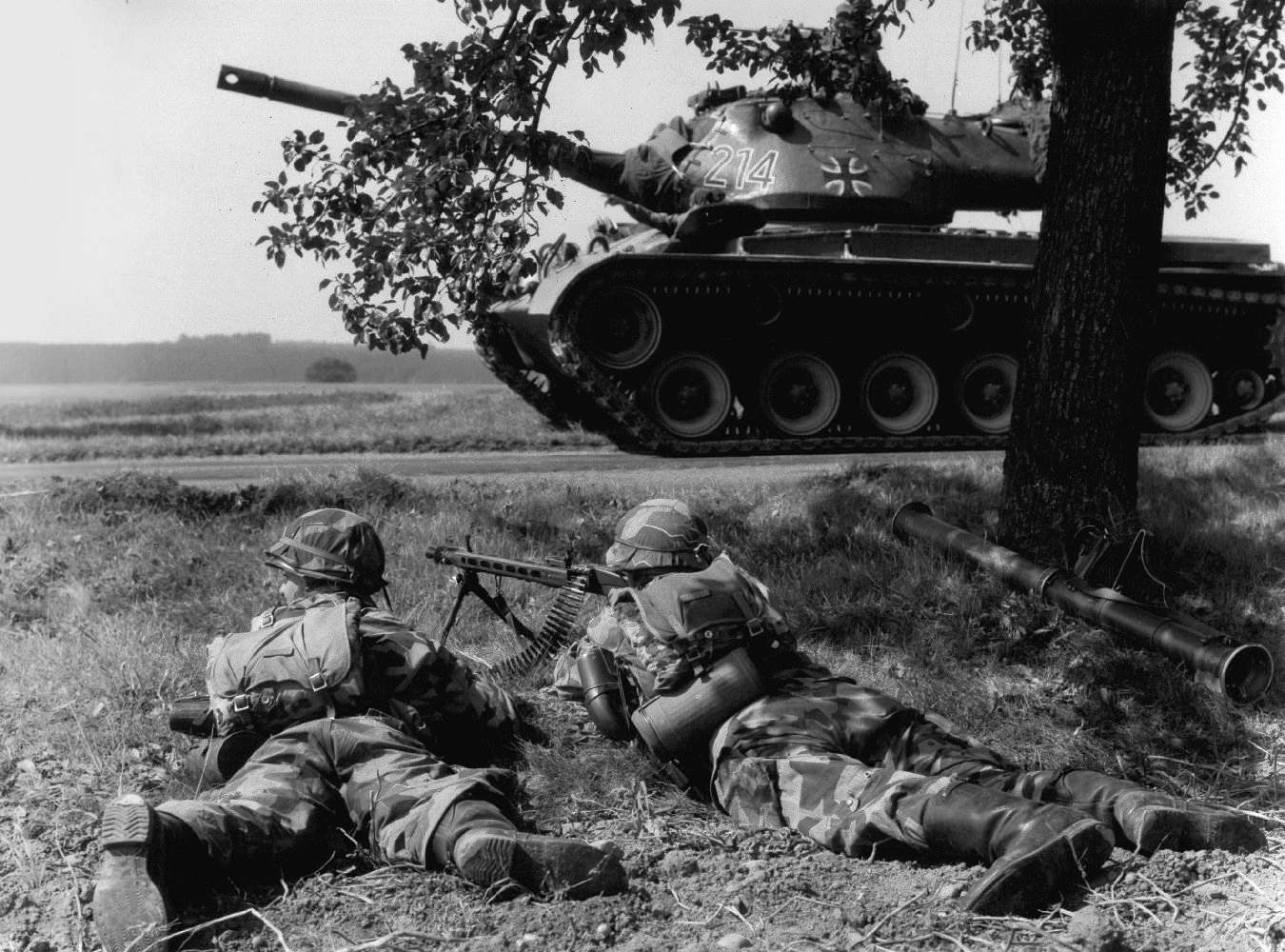
تانک M47 Patton در خدمت با Bundeswehr، ۱۹۶۰

توسعه سلاح‌های هسته ای تاکتیکی شوروی نیاز به توسعه ساختار جدید ارتش حتی قبل از دستیابی کامل به ساختار نهایی ارتش داشت. برای به حداقل رساندن اثرات حملات با سلاح‌های هسته ای در تعداد زیاد نیروها ازلشکر ۲۸٫۰۰۰ نفری به تیپ تقسیم شدند. همچنین این واحدهای کوچکتر باید بتوانند در منطقه حمله اتمی برای چند روز خود را حفظ کنند و قادر به حرکت سریع و دفاع و حمله باشند. تیپ‌های زرهی و مکانیزه جدید توانایی حمله و دفاع و تسلیحاتی ترکیبی را داشتند. هر لشکر از سه تیپ تشکیل شده بود. تیپ‌های زرهی از یک گردان پیاده زرهی، دو گردان زرهی، یک گردان توپخانه زرهی و یک گردان تدارکاتی تشکیل شده بودند. تیپ‌های مکانیزه شامل یک گردان پیاده موتوری، دو گردان پیاده مکانیزه، یک گردان زرهی، یک گردان توپخانه میدانی و یک گردان تدارکاتی بودند. تیپ‌های موتوری از سه گردان پیاده موتوری، یک گردان ضد تانک، یک گردان توپخانه میدانی و یک گردان تدارکاتی تشکیل شده بودند. تیپ‌های آلپ از سه گردان آلپ، یک گردان توپخانه کوهستانی و یک گردان تدارکاتی تشکیل شده بودند. تا سال ۱۹۵۹ هیر شامل ۱۱ لشکر از ۲۷ تیپ، چهار پانزر (زره پوش)، چهار پانزرگرنادیر (مکانیزه)، دو جاگر (موتوری) و یک ژبیرگشگر (آلپ) بود.
در پایان جنگ سرد، ارتش آلمان ۱۲ لشکر را با ۹۰ تیپ به میدان فرستاد: شش پانزر (زره پوش)، چهار پانزرگرنادیر (مکانیزه)، یک فروند فالشیرمیوگر (هوابرد) و یک لشکر کوهنورد (آلپ). نه لشکر به سه سپاه تقسیم شدند: من سپاه آلمان به عنوان بخشی از گروه ارتش شمال ناتو، سپاه دوم آلمان و سپاه سوم آلمان به عنوان بخشی از گروه ارتش مرکزی. سه لشکر باقیمانده بخشی از رویکردهای بالتیک نیروهای متفقین (لشکر ۶ پانزرگرنادیر) و سپاه I هلند NORTHAG (لشکر ۳ پانزر ۳) بودند، در حالی که لشکر ۱ چتربازان در زمان صلح به سپاه دوم آلمان منصوب شد و به عنوان ستاد کل نیروی متحرک ACE دو برابر شد (زمینی)

### جنگ سرد

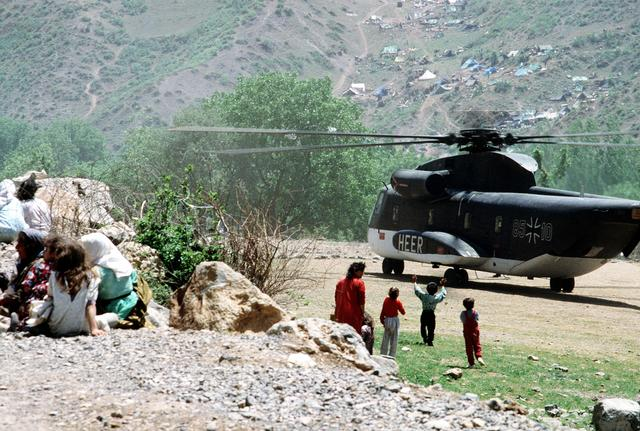
هلی کوپتر سپاه هواپیمایی ارتش آلمان در شمال عراق در سال ۱۹۹۱

پس از ۱۹۹۰، هرر ارتش ملی خلق جمهوری دموکراتیک آلمان، نیروهای مسلح آلمان شرقی را جذب کرد. نیروهای سابق آلمان شرقی در ابتدا توسط ارتش آلمان فرماندهی شرق تحت فرمان سپهبد کنترل می‌شد یورگ شونبوهم و منحل در ۳۰ ژوئن ۱۹۹۱. پس از ادغام، ارتش آلمان متشکل از چهار سپاه (از جمله سپاه IV در پوتسدام در DDR سابق) با نیروی انسانی ۳۶۰٬۰۰۰ نفر بود. به‌طور مداوم کوچک می‌شد. در سال ۱۹۹۴ سپاه III به عنوان فرماندهی نیروهای ارتش آلمان سازماندهی مجدد شد. در سال ۱۹۹۶، تیپ ۲۵ هوابرد به فرماندهی جدیدی تبدیل شد که نیروهای ویژه ارتش را هدایت می‌کند، معروف بود به فرماندهی نیروهای ویژه.
بازسازی ارتش آلمان در سال ۲۰۰۱ باعث تغییر ساختار آن به سمت هفت لشکر بود - پنج مکانیزه (هر کدام با دو تیپ مکانیزه)، یک نیروی ویژه و یک نیروی هوایی.
در سال ۲۰۰۳، سه سپاه هنوز وجود داشت، هر کدام شامل تشکل‌های مختلف جنگی و یک تیپ نگهداری، و همچنین سپاه I. آلمان / هلند، یک سازمان مشترک آلمان و هلند، که برای کنترل در زمان صلح لشکرهای ۱ پانزر و ۷ پانزر را نیز مورد استفاده قرار می‌داد. به عنوان تشکیلات هلندی. یک پانزر در زمان جنگ به سپاه گزارش می‌داد در حالی که هفتم به سپاه واکنش سریع متفقین اعزام می‌شد. سپاه II در زمان صلح آلمانی بود اما در زمان جنگ (۵ پانزر) با سپاه V ایالات متحده تبادل لشکر می‌کرد. لشکر پانزر پنجم به‌طور رسمی از ۳۰ ژوئن ۲۰۰۱ منحل شد. همچنین در زمان صلح فرماندهی لشکر ۱۰ پانزر را که به یوروکورپس اختصاص داده شده بود و نیمه آلمانی تیپ فرانسوی-آلمانی را مدیریت می‌کرد، لشکر ۱ کوهستانی در مونیخ نیز تابع این ستاد بود.
دفتر مرکزی سپاه چهارم در پوتسدام در شرق آلمان قرار داشت و دو لشکر پانزر-گرنادیر، سیزدهم و چهاردهم را تحت کنترل داشت. لشکر ۱۴ پانزرگرنادیر همچنین هنگامی که عملکرد فرماندهی خود را از دست داد ، کنترل واحدهای آلمان غربی را که مجدداً تحت سلطه لشکر ۶ پانزرگرنادیر بودند، به دست گرفت. این می‌توانست سهم آلمان را در زمان جنگ به سپاه چند ملیتی شمال شرقی را جبران کند. سپاه چهارم نیز از قبل فرماندهی ناحیه نظامی I، تیپ 1 Airmobile و فرماندهی برلین را تحت فرماندهی خود داشت (de: Standortkommando Berlin).

## ارتش آلمان امروز
همه سپاه‌ها اکنون منحل شده یا به سطح چند ملیتی مانند چند ملیتی شمال شرق منتقل شده‌اند. سپاه IV دوباره سازمان دهی شد و در ۳۱ مارس ۲۰۰۲ با دستور استقرار خارج از کشور، فرماندهی عملیات DER آلمان، مانند بریتانیا تبدیل شد دائمی ستاد مشترک. در یک سازماندهی مجدد ارتش در سالهای اخیر شاهد انحلال مقرهای لشکر ۱۳ پیاده مکانیزه، ادغام ستاد لشکر عملیات ایرموبیل و لشکر عملیات ویژه، انحلال تیپ ۱ نیروی هوایی و تغییر واحدهای بین لشکرها بوده‌است. هیچ تیپ سنگینی منحل نشده‌است، اما دو لشکر سنگین باقی مانده به جای دو تیپ فرماندهی سه را بر عهده دارند.
در آوریل سال ۲۰۲۰ تعداد ۶۴٬۰۳۶ تن در ارتش آلمان مشغول خدمت فعال بودند. با این حال، این آمار منحصر به فرد ارتش آلمان در خدمات پشتیبانی مشترک است و تنها شامل لباس فرم پوشان نیست و (لباس شخصی‌ها) را نیز شامل می‌شود. نیروهای خدمات پزشکی مشترک، شامل پزشکان نظامی در دیگر کشورهای دیگر (مانند آفریقای جنوبی) نیز، در این آمار حساب شده‌اند.
مطابق با مقررات کار اتحادیه اروپا، هفته کاری نیروها ۴۱ ساعت است، اگرچه موارد استثنایی زیادی برای شرکت در مأموریت‌های خارج از کشور، تمرینات آموزشی، موارد اضطراری و نیازهای مشابه نظامی وجود دارد.

### تجهیزات مدرن

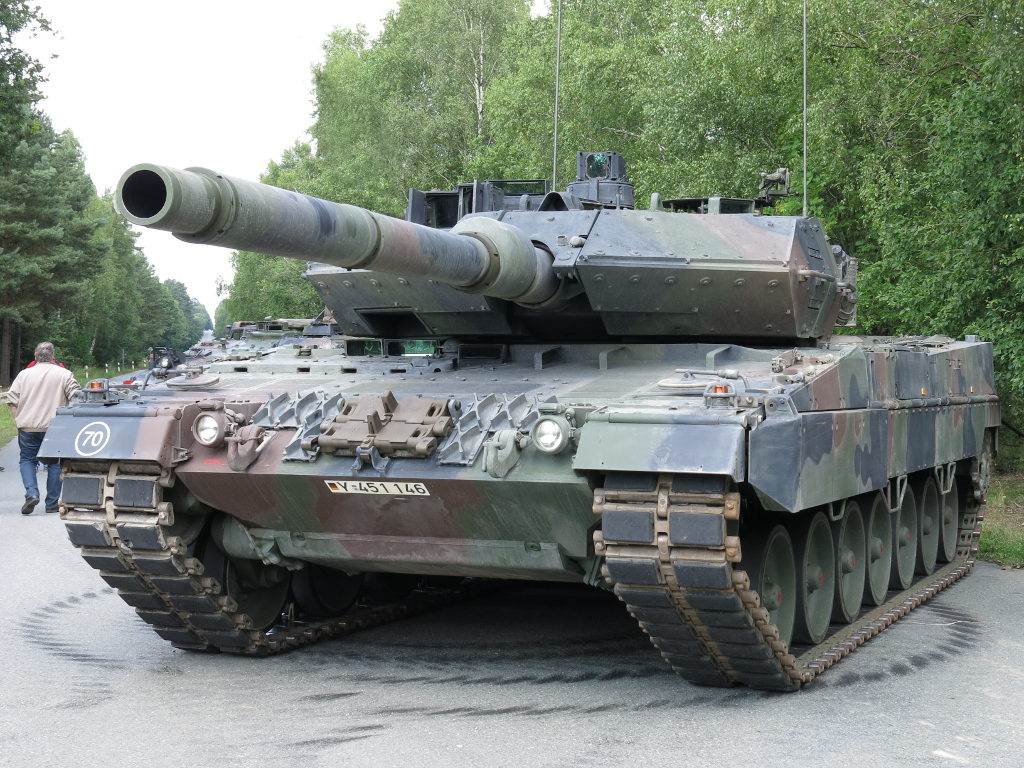
تانک اصلی نبرد Leopard 2A7
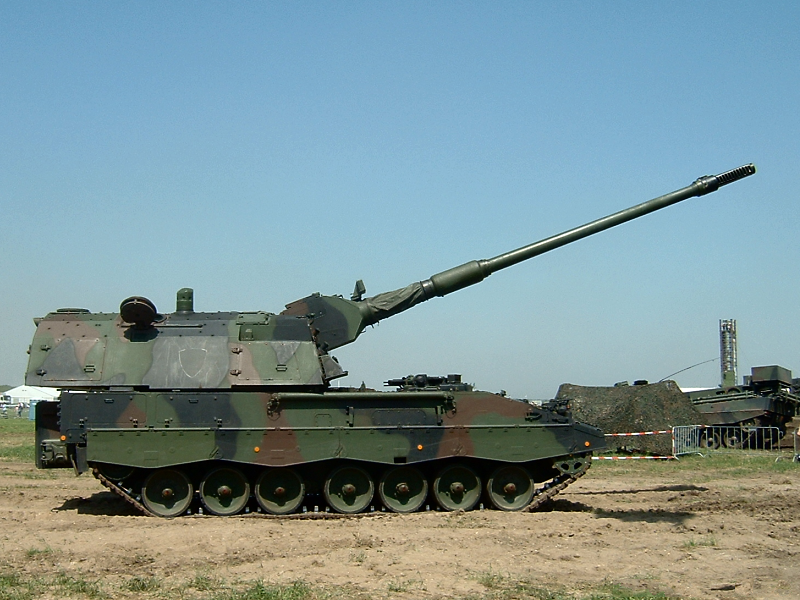
توپ خودران PzH2000
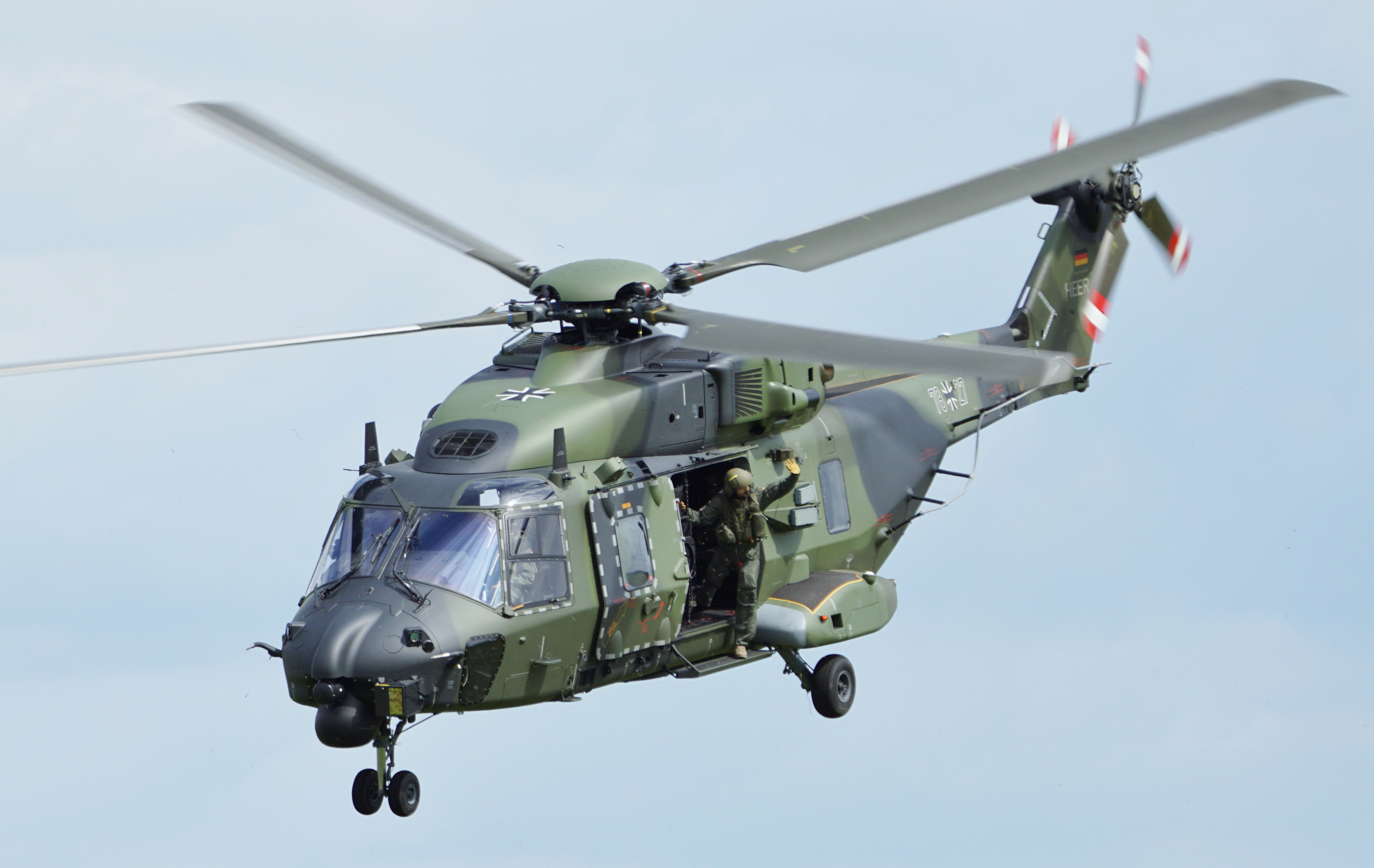
هلیکوپتر حمل و نقل NH-90
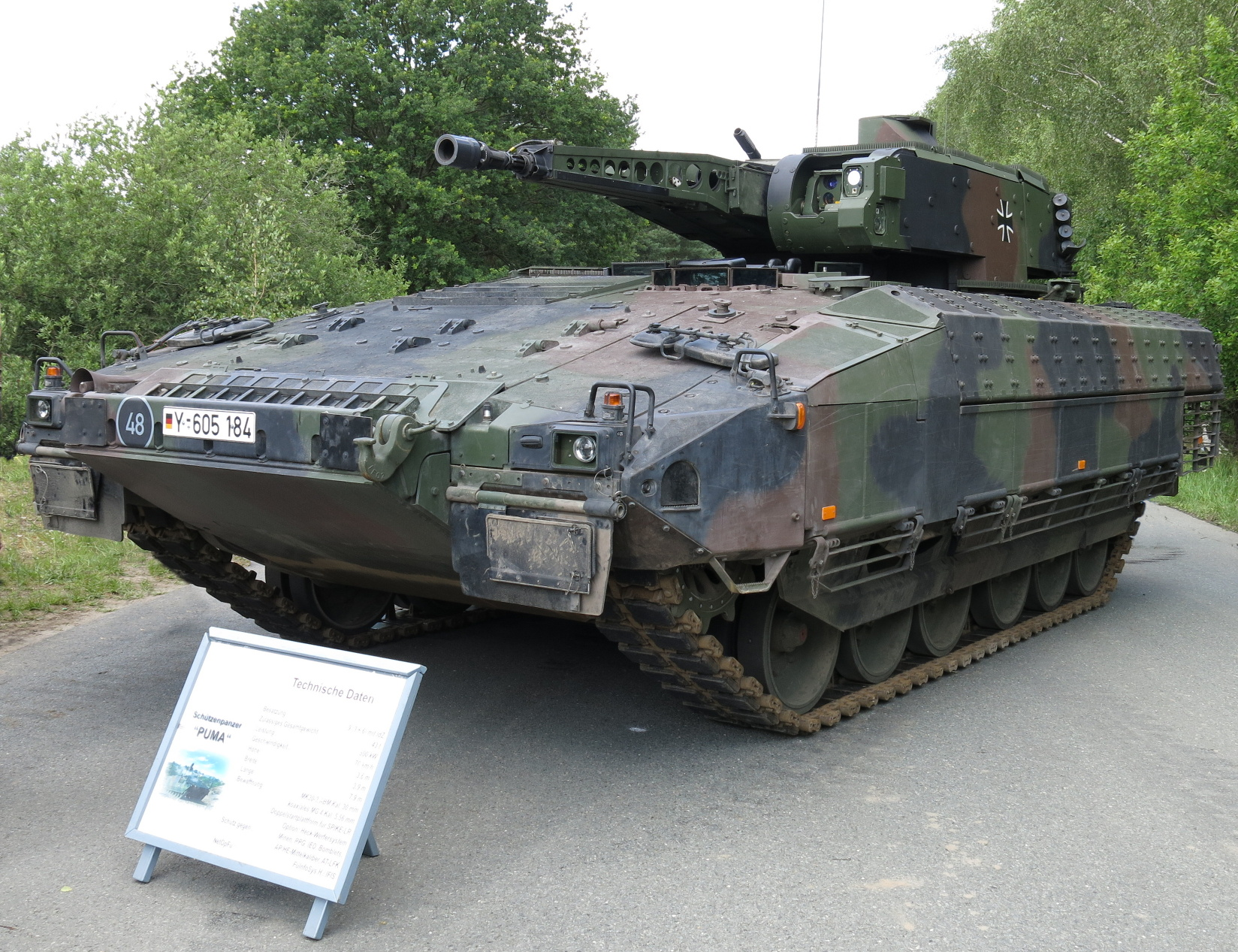
وسیله نقلیه پیاده نظام پوما

وسایل نقلیه دیگر شامل:
نفربر زرهی و وسایل نقلیه جنگی:
- وسیله نقلیه پیاده‌نظام پوما (IFV)
- بوکسور (ماشین جنگی زره پوش)
- TPz Fuchs به عنوان نفربر زرهی
- ATF Dingo به عنوان وسیله نقلیه متحرک پیاده‌نظام زرهی

کامیون‌ها:
- کامیون حمل و نقل جاده ای مرسدس بنز زتروس
- کامیون جاده ای با تحرک بالا MAN KAT1
- خودروی چندمنظوره یونیماگ

## ساختار و سازمان

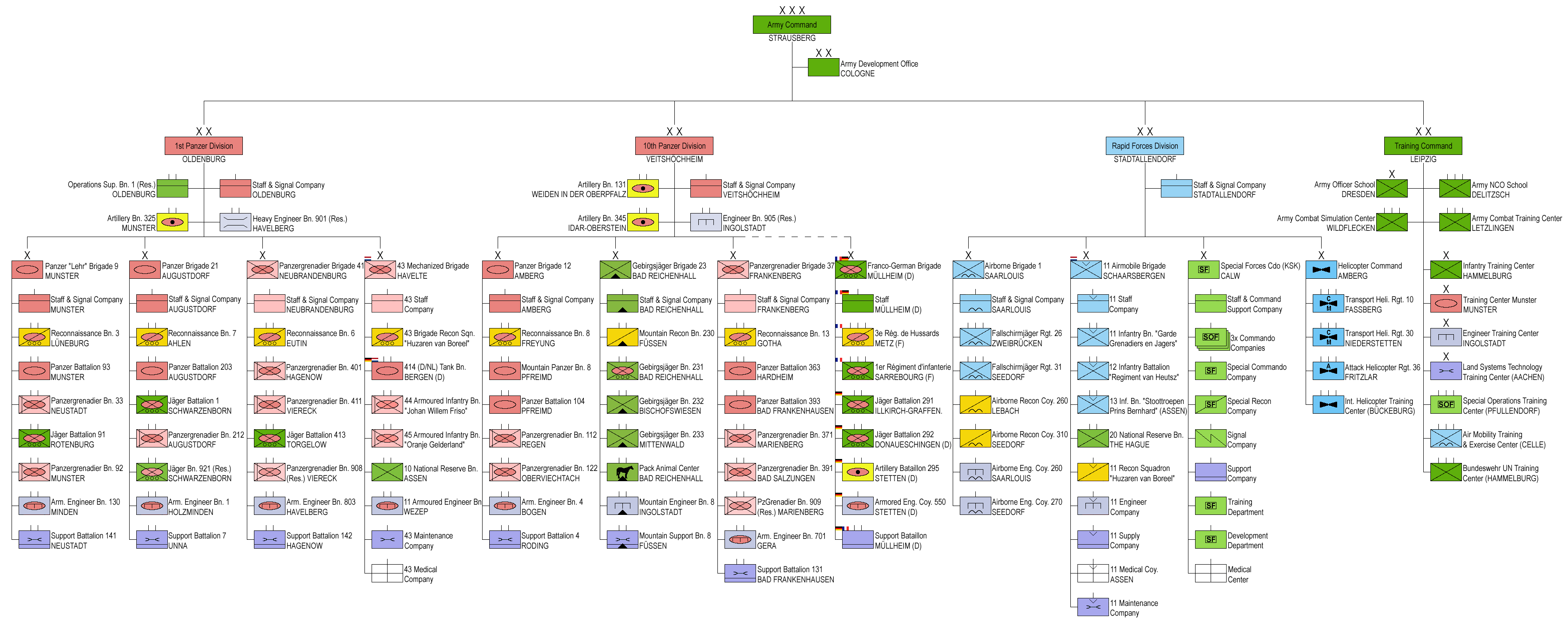
ساختار ارتش آلمان با واحدهای تلفیقی ارتش سلطنتی هلند در سال ۲۰۲۰ (برای ساختار فقط با واحدهای آلمانی رجوع کنید به: ساختار ارتش آلمان)

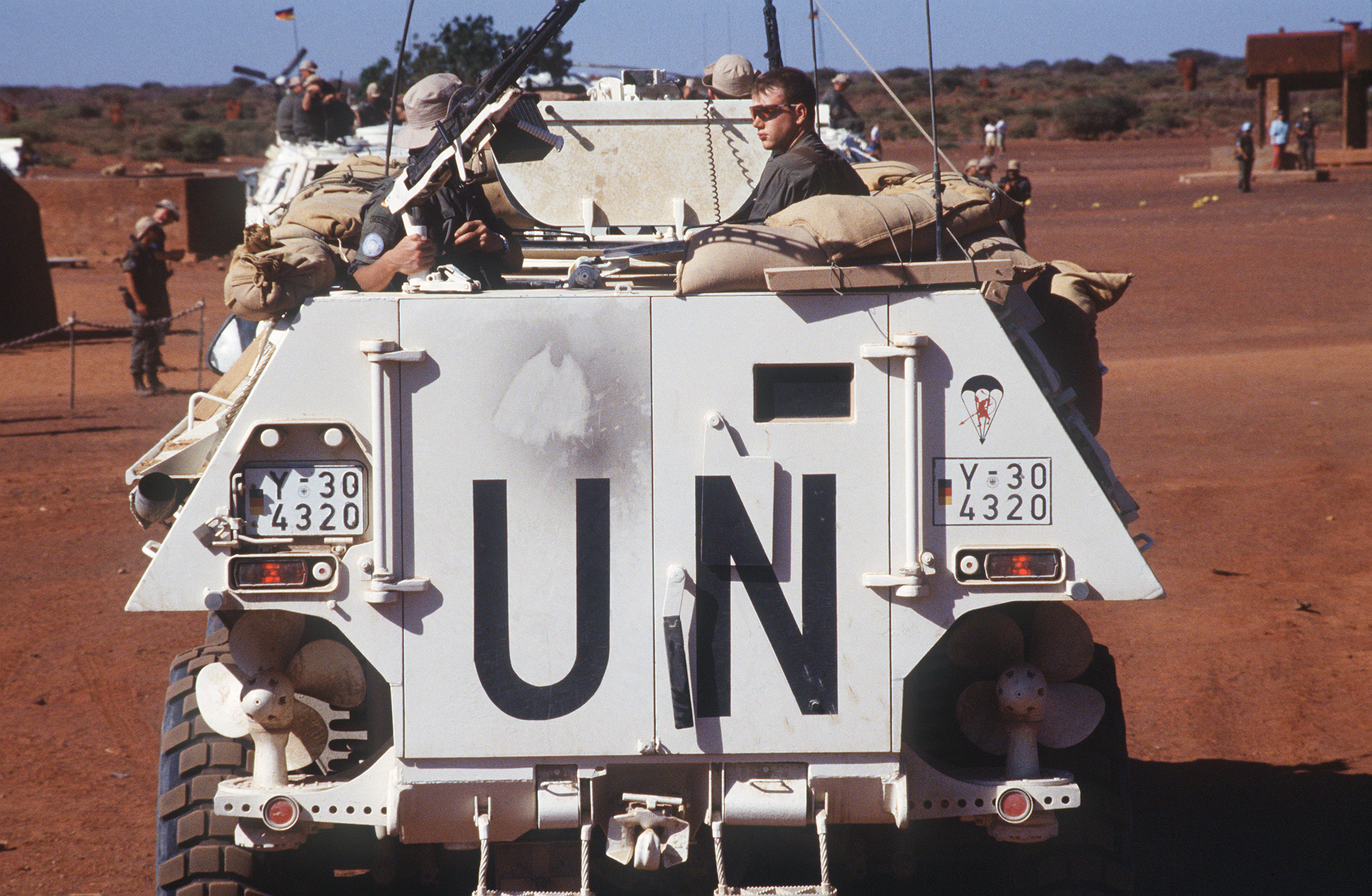
سربازان ارتش آلمان از گردان ۲۶۱ چترباز در سال ۱۹۹۳ با یک نفربر زرهی در سومالی

نیروهای بین‌المللی کمک به امنیت آلمان در سال ۲۰۰۹ که در نبردهای شمال افغانستان شرکت داشتند

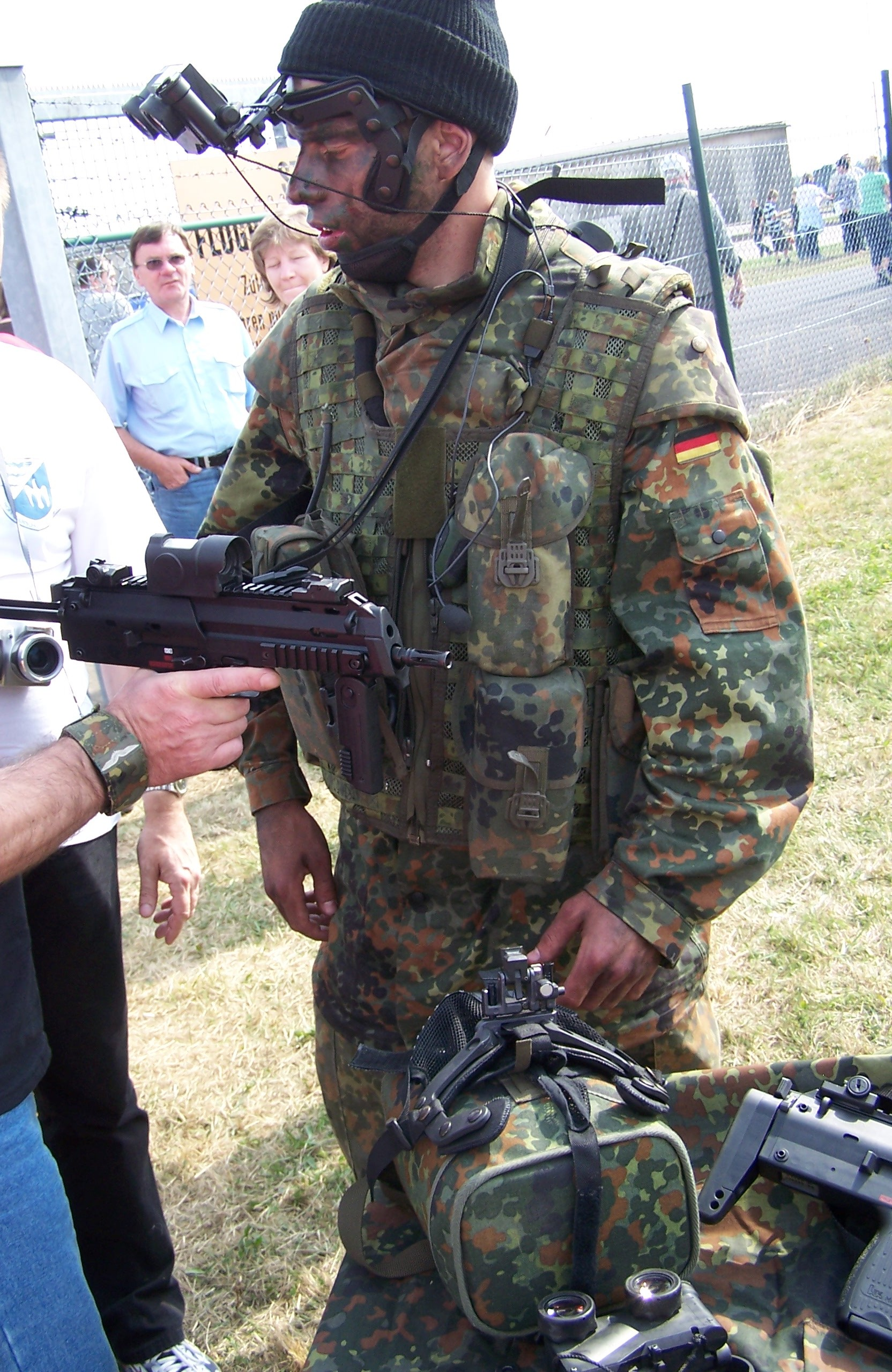
یک سرباز ارتش آلمان با تجهیزات

واحدهای رزمی ارتش شامل دو لشکر زرهی، یک لشکر واکنش سریع نیروهای و تیپ فرانسوی-آلمانی است که تحت نظارت مستقیم فرماندهی ارتش قرار دارد. بر خلاف سایر ارتش‌های اروپایی مانند فرانسه، هنگ‌ها شکل معمول سازماندهی نیستند و بنابراین در ارتش آلمان نادر هستند. گردان‌ها مستقیماً زیر مجموعه تیپ‌ها یا لشکرها هستند. گردان‌های پیاده‌نظام آلمان ۱۰۰۰ نفر را به میدان می‌فرستند، که به‌طور قابل توجهی بزرگتر از اکثر ارتش‌های ناتو است (به عنوان مثال دو برابر یک گردان ارتش ایالات متحده).
- لشکر زرهی در اولدنبورگ
  - نیروهای لشکر
  - تیپ ۹ نبرد زرهی در مونستر
  - تیپ ۲۱ پانزر در آگوستدورف
  - تیپ ۴۱ پیاده مکانیزه Vorpommern در نوبراندنبورگ
  - تیپ ۴۳ مکانیزه در هاولته، (ارتش سلطنتی هلند)
  - ۳۲۵ گردان تظاهرات توپخانه
- لشکر زرهی در ویتشوچیم
  - نیروهای لشکر
  - تیپ ۱۲ زرهی Oberpfalz در چم
  - تیپ بیست و سوم پیاده‌نظام کوهستانی بایرن در بد رایشنال
  - تیپ لشکر زرهی در فرانکنبرگ، زاکسن
  - تیپ آلمانی-فرانسوی (تیپ فرانسوی-آلمانی) در مولهایم
  - گردان ۱۳۱ توپخانه
  - ۳۴۵ گردان تظاهرات توپخانه
- لشکر واکنش سریع (لشکر نیروهای سریع) در اشتات‌آلندورف
  - نیروهای لشکر
  - Kommando Spezialkräfte (KSK) (فرماندهی نیروهای ویژه) در کالو
  - 1st Airborne Brigade [de]، در زارلوییس
  - تیپ ۱۱ هواپیمایی هوایی، در شارسبرگن (ارتش سلطنتی هلند)
  - هنگ ۱۰ هلیکوپتر حمل و نقل
  - هنگ ۳۰ هلیکوپتر حمل و نقل
  - هنگ ۳۶ هلیکوپتر حمله
- </img> عناصر آلمانی، مقر مرکزی Eurocorps در استراسبورگ (فرانسه)
  - تیپ پشتیبانی فرماندهی
  - عناصر آلمانی در دو گردان دائمی و یک گروهان ستادی
- گروه (آلمانی / هلندی) در مونستر
  - عناصر آلمانی در دو گردان دائمی و یک گروهان ستادی
- سپاه چند ملیتی شمال شرقی در Szczecin (لهستان)
  - Fernmeldebataillon 610 (610 امین گردان سیگنال)
  - عناصر آلمانی
- نیروی ذخیره مرکزی (انبار مرکزی ارتش) در هرونگن
- نیروی ذخیره مرکزی (انبار مرکزی ارتش) در پیرماسنس
- پایگاه اعزام نیروی مرکزی (پایگاه بسیج مرکزی) در بروک

## تروپنگاتاتونگن
ارتش آلمان یازده شاخه مختلف نیرو دارد که به عنوان رسته سربازان تعیین شده‌اند. هر شاخه ای از خدمات مسئول آموزش و آمادگی واحدهای خود است و برای این کار مدارس و مراکز عالی خود را در اختیار دارد. از نظر کلی این تمایز را می‌توان از طریق رنگ درجه، که توسط طنابی متصل به نشان مشخص می‌شود، و رنگ درجه آنها با یک نشان خاص متصل شده، تعیین می‌شود.
رنگ درجه (فقط ارتش و واحدهای امنیتی نیروی دریایی و نیروی هوایی)
- سیاه: سپاه زرهی، سپاه شناسایی
- سبز: پیاده‌نظام و تفنگهای مکانیزه
- قرمز تیره: سپاه هواپیمایی، سپاه هوابرد، نیروهای ویژه، تشکیلاتی که به بخش هوابرد اختصاص داده شده‌است
- قرمز روشن: سپاه پشتیبانی رزمی و پلیس نظامی
- آبی تیره: سپاه پزشکی
- نیروی دریایی: واحدهای چند ملیتی، گردان‌های افسران افسری، واحدهای امنیتی نیروی دریایی و نیروی هوایی
- آبی روشن: سربازانی با مأموریت‌های سازمان ملل

خاکستری سربازان کوه‌نورد
رنگ درجه (فقط شاخه پشتیبانی ارتش و ارتش)

NBC
توپخانه
پلیس نظامی
سیگنالها
شناسایی
هواپیمایی ارتش
نیروهای فنی
پیاده نظام
باند نظامی
نیروهای زرهی (یعنی تانک‌ها)
پیشگامان (یعنی مهندسی)
سربازان پزشکی

- قرمز روشن: رتبه‌های عمومی (فقط زبانه‌های یقه، نه رشته)،
- زرشکی: ستاد کل

## ساختار رتبه
ساختار درجه ارتش آلمان با ساختار درجه ناتو یکی است. برخلاف اسلاف خود، ارتش مدرن آلمان از درجه سرهنگی استفاده نمی‌کند. بالاترین درجه برای یک افسر ارتش، سپهبد است، زیرا درجه ارتشبد کامل برای رئیس ستاد نیروهای مسلح یا افسرانی است که به عنوان افسران ناتو خدمت می‌کنند.
افسران
درجه داران و عضو شدند

## برای مطالعهٔ بیشتر
- ادینگتون، لری اچ . دوره حمله رعد اسا و ستاد کل آلمان، ۱۸۶۵–۱۹۴۱ (۱۹۷۱).
- بارتف، اومر. ارتش هیتلر: سربازان، نازی‌ها و جنگ در رایش سوم (۱۹۹۲).
- گاو نر، استفان سربازان حمله آلمان از جنگ جهانی اول: Stosstrupptaktik — نخستین طوفان طوفان‌ها (History Press، ۲۰۱۴).
- سیتینو، رابرت ام . مسیر رسیدن به حمله رعد اسا: دکترین و آموزش در ارتش آلمان، ۱۹۲۰–۳۹ (۲۰۰۷).
- سیتینو، رابرت ام. تلاش برای پیروزی قاطع: از بن‌بست تا حمله رعد اسا در اروپا، ۱۸۹۹–۱۹۴۰ (۲۰۰۲).
- دوپوی، ترور نویت. یک نبوغ برای جنگ: ارتش و ستاد کل آلمان، ۱۸۰۷–۱۹۴۵ (۱۹۷۷).
- Gross, Gerhard P. افسانه و واقعیت جنگ آلمان: تفکر عملیاتی از مولتکه بزرگتر تا هوزینگر (۲۰۱۶).
- Deist , Wilhelm , ed. ارتش آلمان در عصر جنگ کامل (برگ، ۱۹۸۵).
- Hubatscheck, Gerhard (2006), 50 Jahre Heer: Der Soldat und seine Ausrüstung, Sulzvach: Report-Verlag, ISBN 978-3-932385-21-6978-3-932385-21-6
- هیوز، دانیل ج. و ریچارد ال. دیناردو، ویراستاران. آلمان و جنگ امپراطوری، ۱۸۷۱–۱۹۱۸ (انتشارات دانشگاه کانزاس، ۲۰۱۸).
- Kelleher, Catherine M. "مبانی امنیت آلمان: ایجاد بوندسوهر: تداوم و تغییر"، در استفان اف سزابو (ویراستار).)، بوندسور و امنیت غربی، مطبوعات سنت مارتین، نیویورک، ۱۹۹۰.
- سیتون، آلبرت. ارتش آلمان: ۱۹۳۳–۴۵ (۱۹۸۲).
- Showalter، دنیس (2016). Instrument of War: ارتش آلمان ۱۹۱۴–۱۸
- Showalter، دنیس (۲۰۱۵). جنگهای اتحاد آلمان
- Wheeler-Bennet, Sir John (2005), The Nemesis of Power: German Army in Politics, 1918–1945 (2nd ed.), New York: Palgrave Macmillan Publishing Company, ISBN 978-1-4039-1812-3978-1-4039-1812-3 آنلاین رایگان

### پیوندهای تاریخی
- ارتش آلمان نازی 1935-1945 (Heer)
- ارتش آلمان قبل از ۱۹۱۴
- ارتش آلمان ۱۹۱۴–۱۹۱۸
- سازمان ارتش آلمان ۱۹۱۴
- عکسهای پیاده‌نظام آلمان از جنگ جهانی دوم - عکسهای رنگی
- Gebirgsjaeger — سپاهیان کوهستان آلمان
- Axis History - سایت Axis History شامل نیروهای آلمانی